# 23 Pułk Piechoty (PSZ)
23 Pułk Piechoty (23 pp) – oddział piechoty Polskich Sił Zbrojnych w ZSRR.

## Formowanie i zmiany organizacyjne
Na podstawie rozkazu Dowódcy Polskich Sił Zbrojnych w ZSRR z dnia 5 stycznia 1942 roku w dniach 13–22 stycznia do miejscowości Kermine wyruszyły zawiązki organizacyjne z Buzułuku, Tatiszczewa i Tockoje. W dniu 27 stycznia 1942 roku rozpoczęto formowanie 23 pułku piechoty, dyslokowanego z dniem 28 tycznia do rejonu miejscowości Kenimech na terytorium Uzbeckiej Socjalistycznej Republiki Radzieckiej. W składzie 7 Dywizji Piechoty, oddział był organizowany według etatów brytyjskich. Organizację pułku rozpoczęto w oparciu o licznie przybywających do rejonu formowania ochotników i poborowych. Żołnierze kwaterowani byli do budowanych przez nich namiotów i lepianek umiejscowionych na stepie, a potem na pustyni w pobliżu doliny rzeki Zarawszan. Na skutek bardzo złych warunków sanitarno-epidemiologicznych, wśród żołnierzy pułku niemal wszyscy chorowali na dur brzuszny, czerwonkę, tyfus plamisty i malarię. Choroba pochłonęła wiele ofiar wśród żołnierzy i otaczających pułk skupisk ludności cywilnej. Po 8 lutego 1942 roku pułk został całkowicie umundurowany w sorty brytyjskie. Okresowo nie było prowadzone żadne szkolenie. Grupa 4 oficerów i ok. 600 szeregowych pułku została ewakuowana podczas I ewakuacji na początku kwietnia 1942 roku na Bliski Wschód. W okresie od kwietnia do końca lipca prowadzono dalszy pobór i wcielano ochotników oraz prowadzono działania wspomagające egzystencję polskiej ludności cywilnej. W ostatniej dekadzie lipca 1942 roku rozpoczęto likwidację garnizonu w Kenimech, przemieszczono pieszo do stacji kolejowej w Kermine. Skąd transportem kolejowym do Bazy Ewakuacyjnej w Krasnowodzku. Następnie rozpoczęto podróż morska do Pehlevi w Iranie, przybywając tam 12 sierpnia. Na plażach w Pehlewi przeprowadzono kwarantannę przybyłych żołnierzy i wymianę sortów mundurowych na tropikalne. Po odesłaniu chorych do szpitali w Pahlevi i Teheranie, 23 pułk piechoty pomiędzy 16 sierpnia, a 8 września 1942 został przewieziony transportem samochodowym do obozu wojskowego w Khanaquin w Iraku i zakwaterowany w namiotach na pustyni. W nowym miejscu postoju żołnierze byli poddani opiece sanitarnej i doprowadzeni do lepszej kondycji zdrowotnej. Sukcesywnie pułk otrzymał uzbrojenie i rozpoczął szkolenie. W okresie od 8 do 13 grudnia 1942, 23 pułk piechoty został przeformowany w 7 Brygadę Strzelców 7 Dywizji Piechoty.

## Żołnierze pułku
Dowódca pułku:
- ppłk Józef Kramczyński (15 I – 12 XII 1942)[6]

Dowódcy batalionów:
- Dowódca I batalionu – kpt. Witold Przybylski[4]
- Dowódca II batalionu – mjr Sylwester Krassowski[4]
- Dowódca III batalionu – kpt. Józef Przybylski[7]
- Dowódca batalionu ckm – por. Kazimierz Rudolf Loster[7]